# Verleihung des Nestroy-Theaterpreises 2012

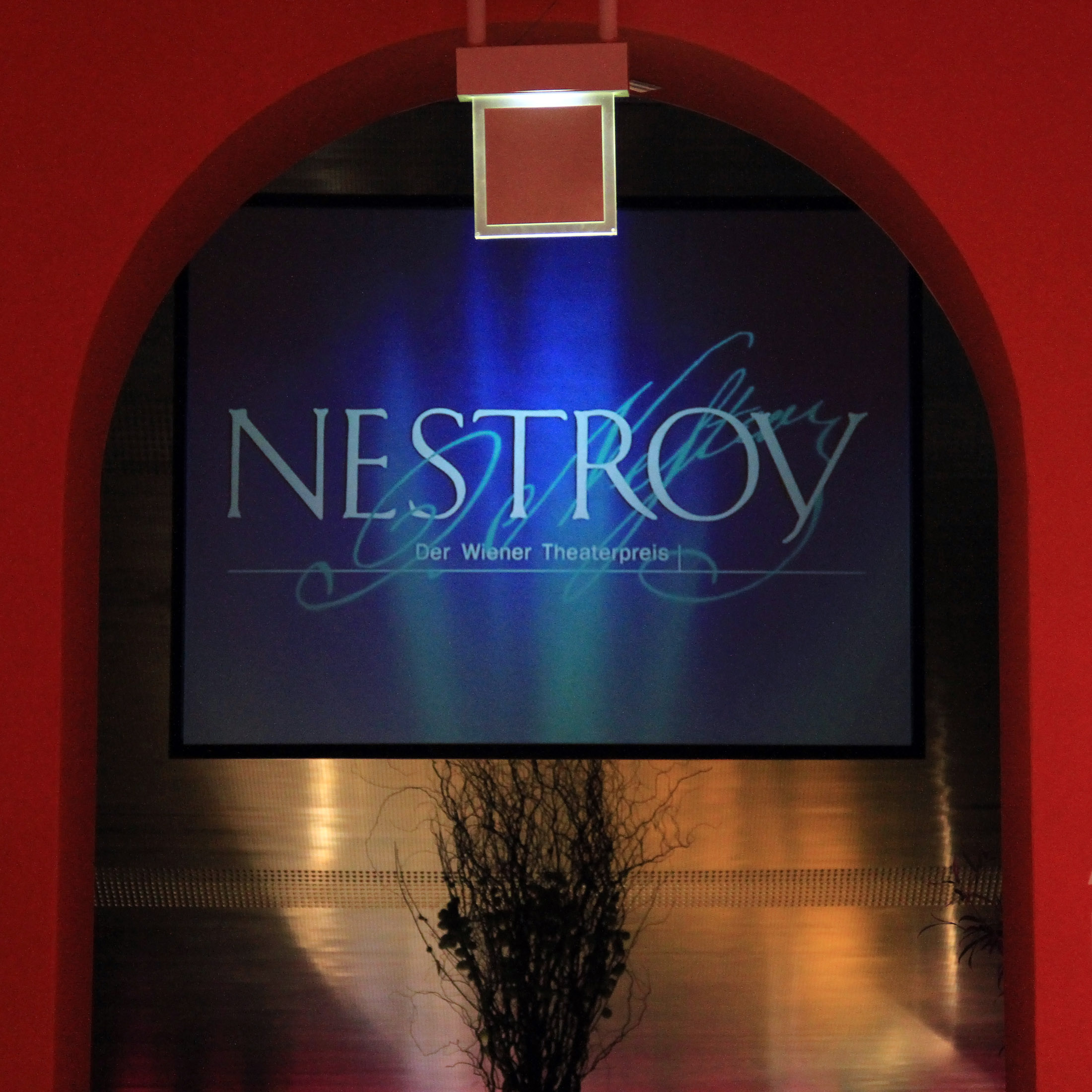
Die Verleihung fand 2012 erstmals im MuseumsQuartier statt

Die Nestroyverleihung 2012 war die dreizehnte Verleihung des Nestroy-Theaterpreises. Sie fand am 5. November 2012 statt, wobei erstmals die Halle E im MuseumsQuartier in Wien Ort der Preisverleihung war. Moderator des Abends war Robert Meyer.

## Nominierte und Preisträger 2012

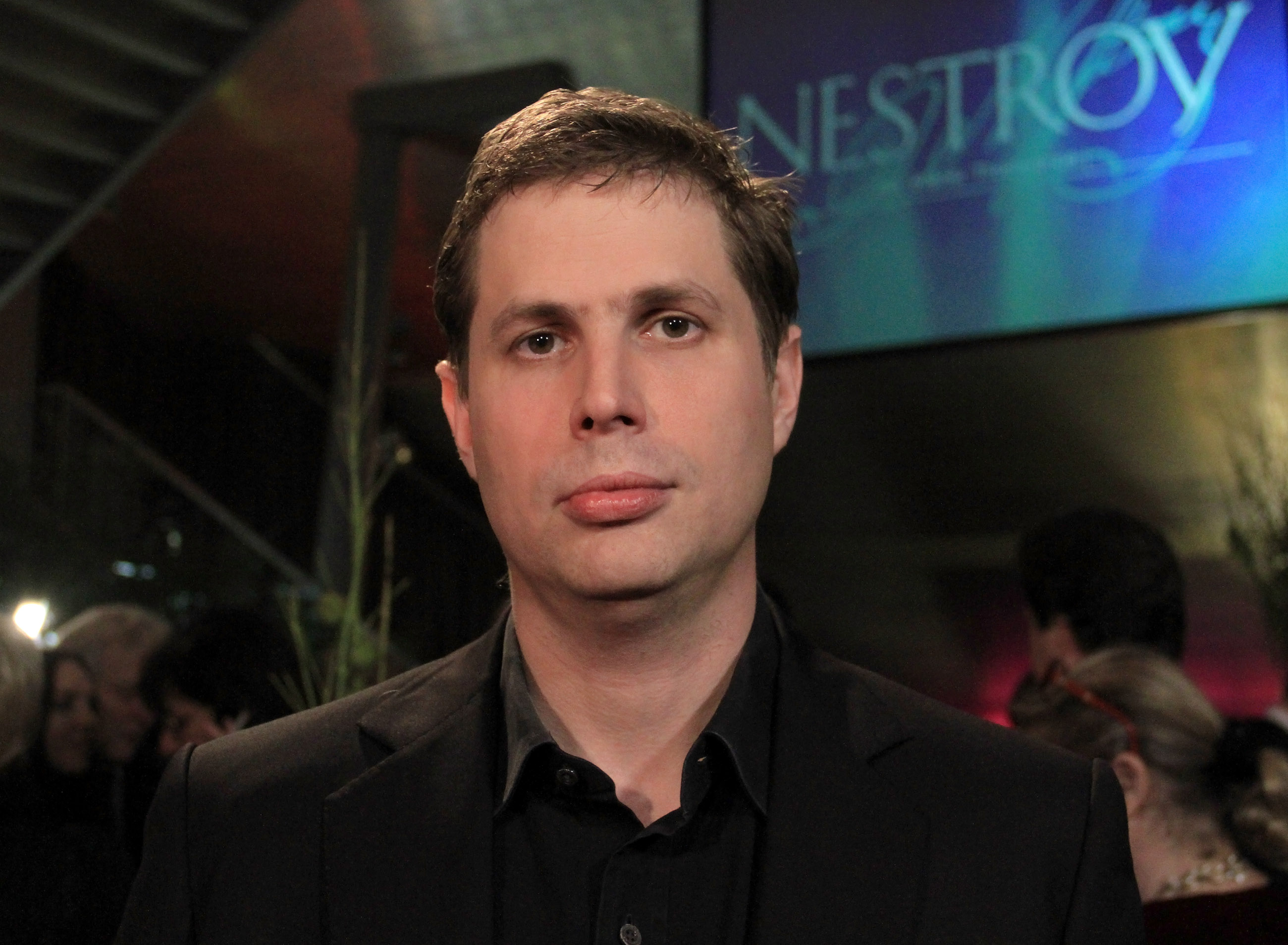
Daniel Kehlmann, Autor von Geister in Princeton

Von den Gewinnern in den insgesamt dreizehn Kategorien wurden jene in zwei Kategorien bereits im Vorfeld bekanntgegeben: Daniel Kehlmann wurde mit dem Autorenpreis und Karlheinz Hackl für sein Lebenswerk ausgezeichnet.
| Meiste Nestroys:      | Geister in Princeton (3 Auszeichnungen) |
| Meiste Nominierungen: | Geister in Princeton (4 Nominierungen)  |

Im Folgenden alle Nominierten des Jahres, der Gewinner steht zuoberst. Die Verleihung des Nestroy 2012 bezog sich auf die Theatersaison 2011/2012.

### Beste deutschsprachige Aufführung
Winterreise von Elfriede Jelinek – Inszenierung: Stefan Bachmann, Ort: Akademietheater
nominiert:
Prinz Friedrich von Homburg von Heinrich von Kleist – Inszenierung: Andrea Breth, Ort: Salzburger Festspiele, Salzburger Landestheater in Koproduktion mit dem Wiener Burgtheater
Satansbraten von Rainer Werner Fassbinder – Inszenierung: Stefan Pucher, Ort: Münchner Kammerspiele

### Beste Bundesländer-Aufführung
Geister in Princeton von Daniel Kehlmann – Inszenierung: Anna Badora – Schauspielhaus Graz
nominiert:
Die letzten Tage der Menschlichkeit nach Karl Kraus’ Die letzten Tage der Menschheit, von Christian Qualtinger und Zeno Stanek – Inszenierung von Zeno Stanek – Herrenseetheater Litschau
Einsame Menschen von Gerhart Hauptmann – Inszenierung: Janusz Kica – Landestheater Niederösterreich

### Beste Regie

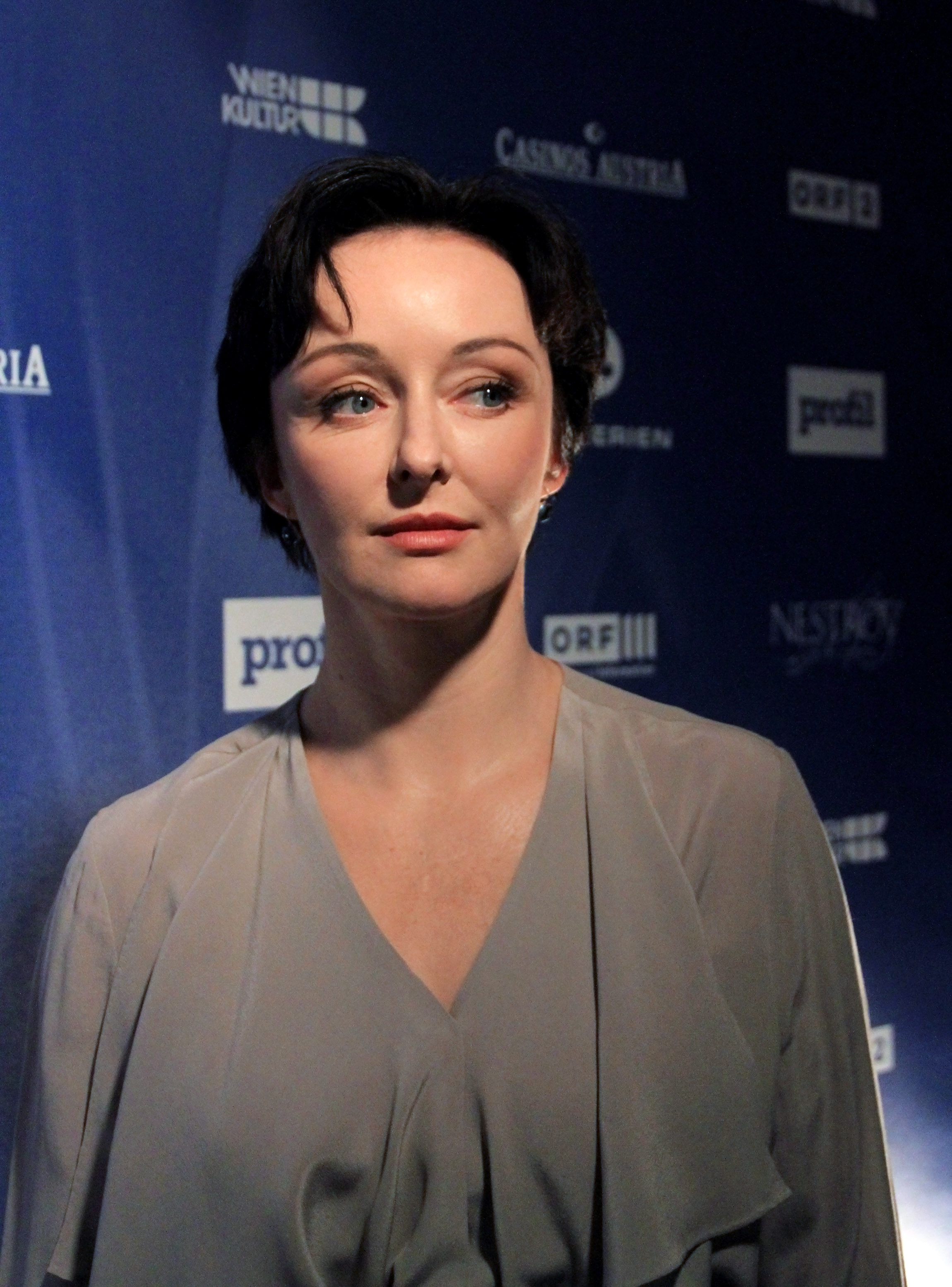
Regina Fritsch, nominiert als Beste Schauspielerin

Stephanie Mohr – Woyzeck & The Tiger Lillies nach Georg Büchner – Vereinigte Bühnen Wien in Kooperation mit dem MuseumsQuartier, Halle E
nominiert:
Elmar Goerden – John Gabriel Borkman von Henrik Ibsen – Theater in der Josefstadt
Thomas Vinterberg – Die Kommune von Vintenberg und Morgens Rukov – Akademietheater

### Beste Ausstattung
Olaf Altmann – Winterreise von Elfriede Jelinek – Akademietheater

### Beste Schauspielerin
Dörte Lyssewski – Endstation Sehnsucht (Blanche Dubois) – Burgtheater
nominiert:
Andrea Eckert – Du bleibst bei mir (Dorothea Neff) – Volkstheater
Regina Fritsch – Die Kommune (Anna) – Akademietheater
Nicole Heesters – John Gabriel Borkman (Gunhild Borkman) – Theater in der Josefstadt
Steffi Krautz – Geister in Princeton (Adele Gödel) – Schauspielhaus Graz

### Bester Schauspieler

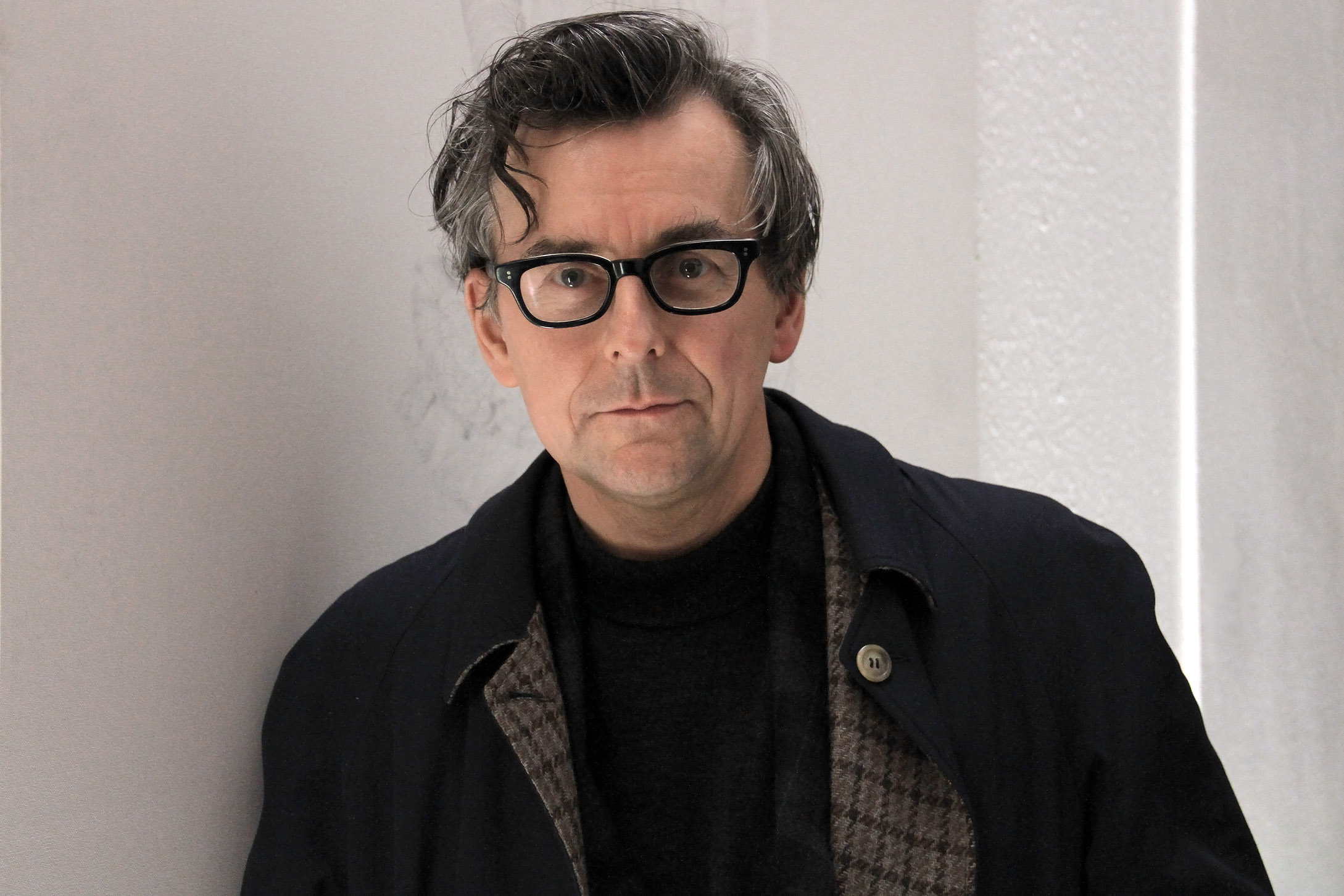
Johannes Silberschneider, nominiert als Bester Schauspieler

Joachim Meyerhoff – Die Kommune (Erek) – Akademietheater
nominiert:
August Diehl – Prinz Friedrich von Homburg (Prinz Friedrich Arthur von Homburg) – Salzburger Festspiele, Salzburger Landestheater in Koproduktion mit dem Wiener Burgtheater
Michael Maertens – Ein idealer Mann (Sir Robert Chiltern) – Burgtheater
Johannes Silberschneider – Geister in Princeton (Kurt Gödel) – Schauspielhaus Graz
Raphael von Bargen – Woyzeck & The Tiger Lillies (Woyzeck) – Vereinigte Bühnen Wien in Kooperation mit dem MuseumsQuartier, Halle E

### Beste Nebenrolle
Maria Bill – Die Dreigroschenoper (Jenny) – Volkstheater
nominiert:
Joachim Bißmeier – Woyzeck & The Tiger Lillies (Doktor) – Vereinigte Bühnen Wien in Kooperation mit dem MuseumsQuartier, Halle E
Brigitta Furgler – Einsame Menschen (Frau Vockerat) – Landestheater Niederösterreich
Fabian Krüger – Das Trojanische Pferd (verschiedene Rollen) – Burgtheater-Kasino
Heribert Sasse – John Gabriel Borkman (Vilhelm Foldal) – Theater in der Josefstadt

### Bester Nachwuchs
Miloš Lolić – Inszenierung von Magic Afternoon von Wolfgang Bauer – Volkstheater
nominiert:
Daniel Sträßer – Romeo und Julia (Romeo) – Burgtheater
Nanette Waidmann – Kinder der Sonne (Lisa) – Volkstheater

### Beste Off-Produktion

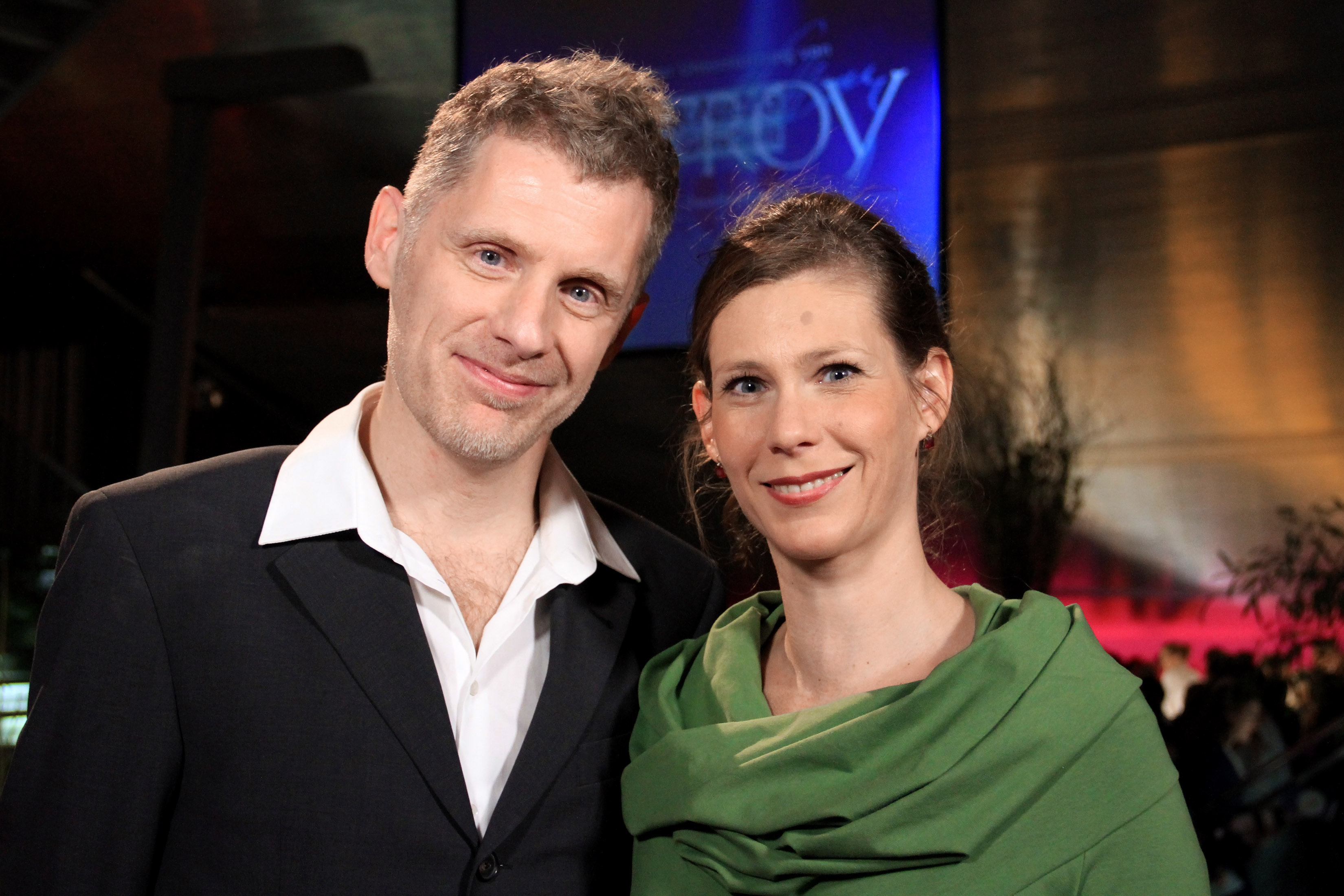
Gernot Plass, nominiert für die Beste Off-Produktion, mit Barbara Willensdorfer (TAG – Theater an der Gumpendorfer Straße)

F. Zawrel - Erbbiologisch und sozial minderwertig von Nikolaus Habjan und Simon Meusburger, Schubert Theater
nominiert:
Hamlet Sein von Gernot Plass, inszeniert vom Autor am TAG – Theater an der Gumpendorfer Straße
Nachtasyl, inszeniert von Babett Arens, Theater zum Fürchten

### Bestes Stück – Autorenpreis
Geister in Princeton – Daniel Kehlmann – Schauspielhaus Graz

### Spezialpreis

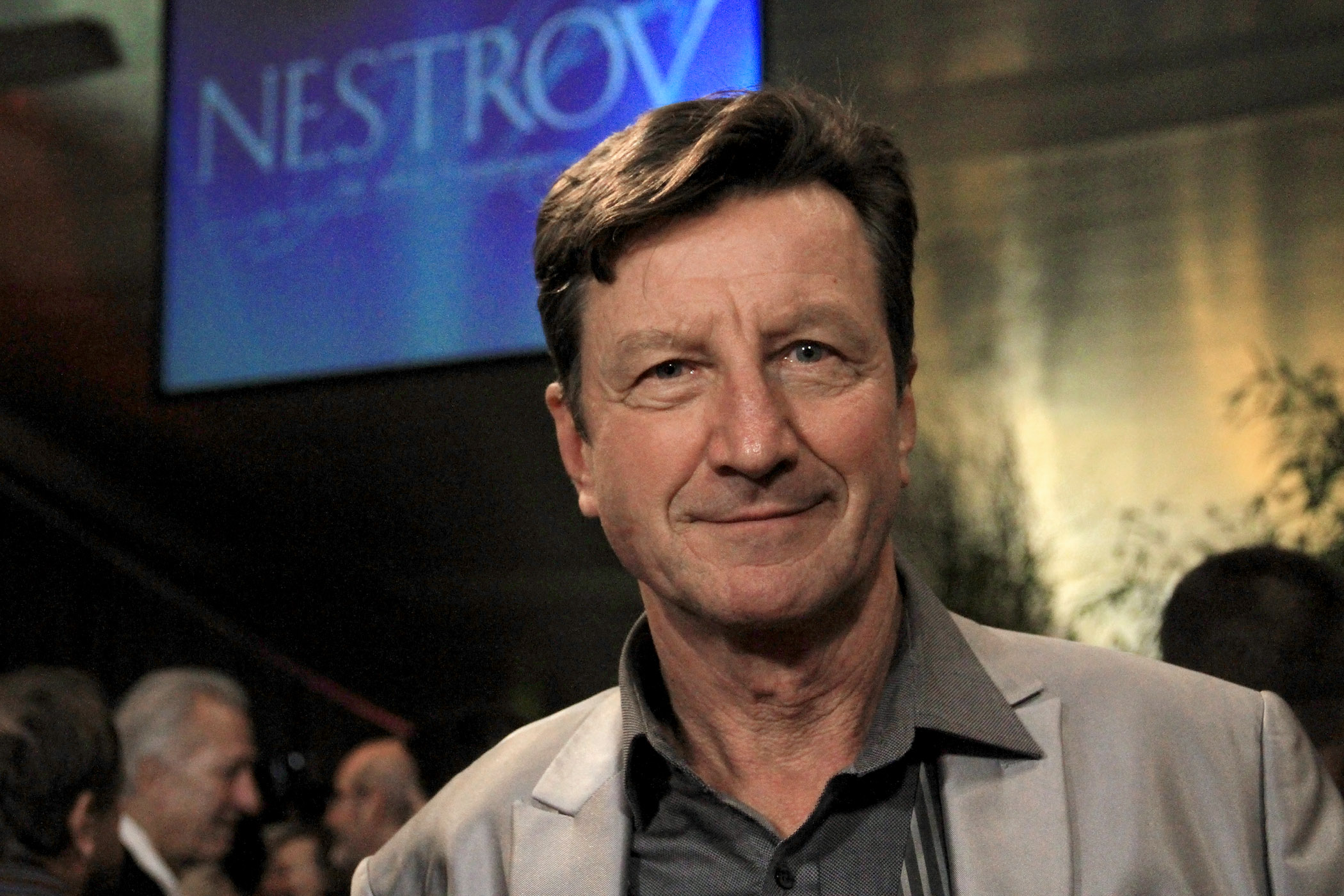
Hubsi Kramar, nominiert für den Spezialpreis

Garage X für die Saison 2011/2012
nominiert:
Hubsi Kramar für seine Verdienste um das 3raum-Anatomietheater
Iba de gaunz oamen Leit nach Christine Nöstlinger, dramatisiert und inszeniert von Anatole Sternberg, Rabenhof Theater

### Lebenswerk
Karlheinz Hackl

### Publikumspreis
Claudius Körber, Schauspieler – In der Spielzeit 2011/12  als Kurt Gödel in Geister in Princeton am Schauspielhaus Graz auf der Bühne